# دارایی خانواده روگن
دارایی خانواده روگن (به فرانسوی: La Fortune des Rougon)، نام یک رمان ادبی و اولین کتاب از مجموعهٔ بیست جلدی روگن ماکار می‌باشد که به قلم امیل زولا، نویسندهٔ مکتب ناتورالیسم (ادبیات) اهل فرانسه نوشته شده‌است. این کتاب یکی از آثار مشهور ادبی جهان است.

## تکوین قصه
طبق طرحی که زولا تسلیم ناشر خود کرد، موضوع قصه سرکوب قیام خونین مردم جنوب فرانسه در کودتای سال ۱۸۵۱ است.
در این طرح، نویسنده، دو شاخهٌ رقیب از یک خانواده را مورد بررسی قرار می‌دهد؛ یکی روگُن و دیگری ماکار، روگن به هوای مال اندوزی هوادار کودتا است و برادرش ماکار بر اثر فقر و از روی حسادت به برادر خود، طرفدار جمهوری می‌شود؛ بنابراین، مسائل میهنی دستاویزی بیش نیست، نگارش قصه در ماه می ۱۸۶۹ آغاز و در ژوئن ۱۸۷۰ به صورت پاورقی منتشر شد، سه چهارم قصه انتشار یافته بود که بین فرانسه و آلمان جنگ درگرفت و انتشار پاورقی متوقف ماند، در اکتبر ۱۸۷۱، کتاب به صورت جداگانه منتشر شد.

## استقبال از قصه
با این همه ثروت روگُن‌ها از نظر تیزبین خِبرگان پوشیده نماند، هنر زولا رنگ جاودانگی به آن بخشیده بود، ادمون دو گنکور نویسنده بزرگ و پیشرو زولا به تئوفیل گوتیه شاعر و نویسنده نامدار توصیه کرد که آن را بخواند، او پس از مطالعه قصه گفت؛ یک استاد از راه رسیده‌است، و زولا را با بالزاک مقایسه کرد، فلوبر، پیشوای واقع گرایی طی نامه‌ای به زولا، قصه را «زیبا و جانگداز» خواند و به او نوشت (هنوز گیجم! قصه قوی است، بسیار قوی) ولی به شروع قصه ایراد گرفت و افسوس خورد که چرا نویسنده طرح قصه را فاش ساخته، آندره ژید در خاطرات روزانه خود می‌نویسد، کتاب ثروت روگُن‌ها را برای بار دوم خوانده‌ام، لذت و رضایت خاطر من گاه بسیار شدید است، پاره ای از فصل‌های آن در خور بالزاک، و حتی بهترین آثار بالزاک است.

## قهرمانان کتاب
شماره اشخاص کتاب از ۲۵ تَن هم فراتر است، ولی چند چهره مشخص تر است، «پی یر روگُن» پسر بزرگ، «ماکار» پسر کوچک و «سیلور» نبیره او است، زولا در وصف حالات عصبی او از کتاب‌های پزشکی دورهٔ خود استفاده کرده‌است، نویسنده آشکارا به او علاقه دارد، روگُن، پسر بزرگ او رِند و حقه باز و بی عاطفه و آلت دست زن بلند پرواز خویش است، آنتوان ماکار، پسر کوچکش، پست و تن‌پرور و ستمدیده و در عین حال ستمگر است، «ژوزفین گاوودان» نیز برجستگی ویژه ای دارد، «فلیسیته پوئک» زن روگُن، بازیگر ماهری است ولی در این قصه بیشتر در نقش همدست و قهرمان فرعی ظاهر می‌شود، اوژن، اریستید و پاسکال در قصه‌های بعدی نقش مهم‌تری به عهده می‌گیرند.
تعداد قهرمانان دست دوم بیشتر است علاوه بر این، نویسنده اوضاع تاریخی، طبقات اجتماعی، روابط آنها با یکدیگر و چهره و منش اشخاص قصه را مورد توجه خاص قرار می‌دهد
بسیاری از کارشناسان مسائل ادبی، این قصه را بهترین کتاب در «تربیت عاطفی» جوانان می‌دانند.

## هنر زولا
- وصف جماعت؛ که خاص زولا است، در این اثر رنگ حماسی دلنشینی دارد، نویسنده مثل نقاش، چهره‌ها را در چند خط به طرز دلالت گر نشان می‌دهد
- صحنه‌های موازی؛ مورد علاقه زولا است، پَستی و بزرگواری، فقر و ثروت، پیروزی گروهی و شکست گروه دیگر در پی هم وصف می‌شوند تا برجسته تر گردد.
- بازگشت یا فلاش بک؛ نویسنده، غالباً دست خواننده را می‌گیرد و به عقب می‌برد تا با توجه به گذشتهُ قهرمان، حال او را دریابد.
- تک گفتار درونی؛ علاوه بر گفتگوی ظاهری، نویسنده ذهن قهرمانان خود را نیز می‌کاود، خیال بیان نشدهٌ آنها را بیرون می‌ریزد و حرکات دلالت گر آنها را عیان می‌سازد.
- جو سازی؛ می‌گویند که زولا از واژه‌های رسا چندان بهره نمی‌گیرد و همه قدرت بیان او در جمله ظاهر می‌شود و برای هر منظور خود قبلاً جَوی می‌سازد تا کار را طبیعی و منطقی جلوه دهد.
- نمادگرایی؛ از شیوه‌های همیشگی او است، هر رنگ و هر زنگ و هر حرکتی دلالت گر است (دلیلی دارد) آفتاب ظالم و مظلوم به یکسان نمی‌تابد، یک مکان در دو حالت روحی مختلف، دو گونه دیده می‌شود.
- هزل؛ از عناصر اصلی قصه زولا است و از خشونت داعیه‌های علمی و دقت وصف او می‌کاهد و قصه را خواندنی می‌گرداند.
- وقایع نگاری روشن؛ بستر حوادث را مشخص می‌کند، روز و ساعت و سال وقایع ذکر می‌شود تا روند حوادث توجیه گردد.